# Anheliwka (Ternopil)
Anheliwka (ukrainisch Ангелівка; russisch Ангеловка Angelowka, polnisch Anielówka) ist ein Dorf in der westukrainischen Oblast Ternopil mit etwa 600 Einwohnern (2004).

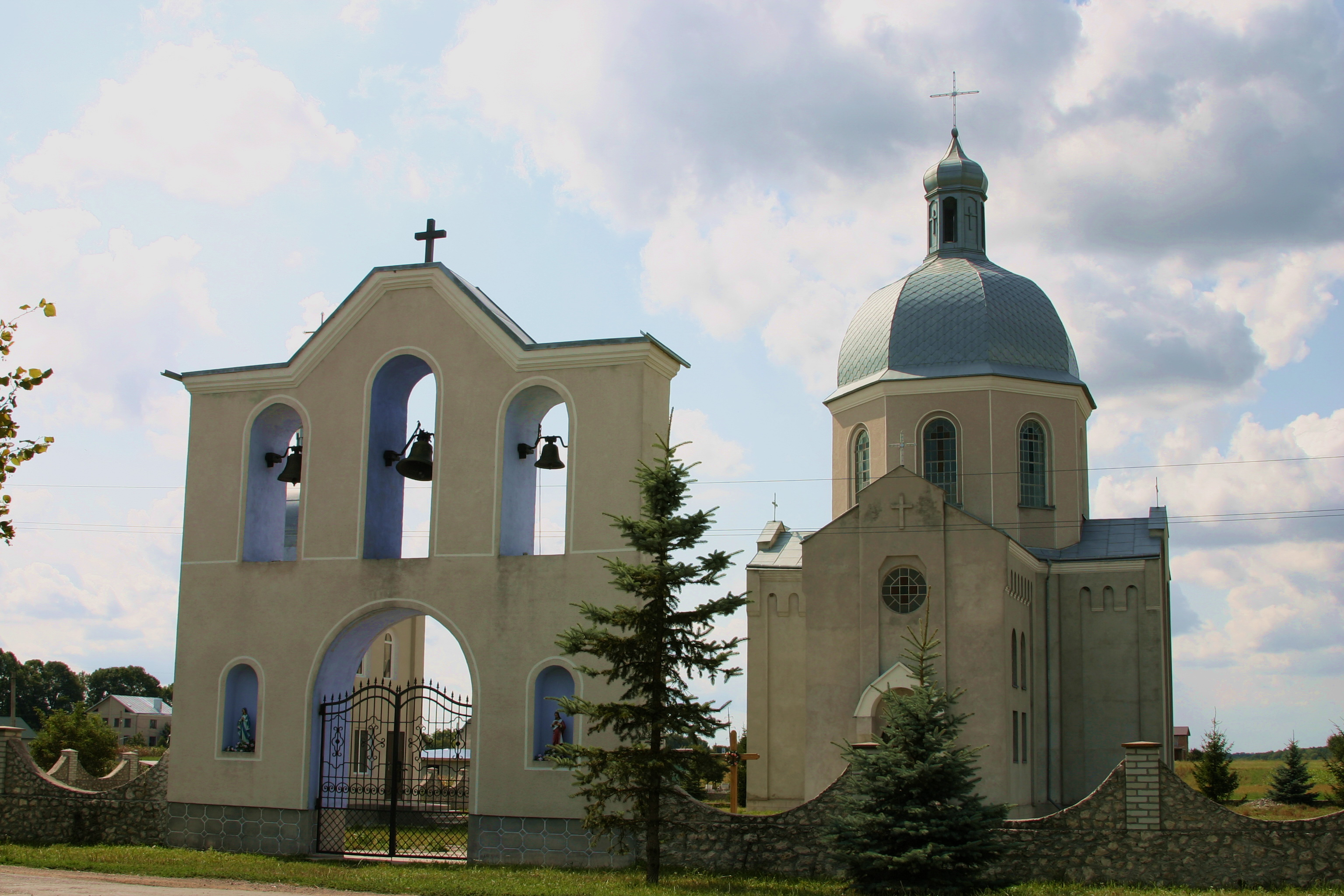
Kirche der Heiligen Jungfrau in Anheliwka

## Geographie
Anheliwka lag ursprünglich am Ufer des Dsjurawa-Baches (Дзюрава) beim Zusammenfluss mit dem Bohdaniwka-Bach (ukrainisch Богданівка), erstreckt sich heute aber bis zur Fernstraße M 12/E 50 im Osten des Rajon Ternopil 19 km östlich vom Rajon- und Oblastzentrum Ternopil. Westlich des Dorfes verläuft die Bahnstrecke Ternopil–Chmelnyzkyj, an der der Ort unter dem Namen Stryjiwka einen Haltepunkt hat.
Am 12. Juni 2020 wurde das Dorf ein Teil der neu gegründeten Landgemeinde Bajkiwzi im Rajon Ternopil, bis dahin war es Teil der Landratsgemeinde Romaniwka im Osten des Rajons.

## Geschichte
Das heutige Dorf lag bei Gründung im 19. Jahrhundert im österreichischen Galizien und wurde als Vorwerk von Romanowka gegründet. Nach dem Ersten Weltkrieg fiel das Dorf 1921 an die polnische Woiwodschaft Tarnopol, (Powiat Tarnopol, Gmina Borki Wielki). Im Zweiten Weltkrieg wurde die Ortschaft zuerst 1939 von der Sowjetunion und zwischen 1941 und 1945 von Deutschland besetzt. Nachdem das Dorf von der Roten Armee befreit wurde, kam es nach Kriegsende an die Sowjetunion und hier in die Ukrainische Sozialistische Sowjetrepublik. Seit 1991 gehört es zur unabhängigen Ukraine. Zwischen 1984 und dem 18. März 1991 trug das Dorf den Namen Pidharjewe (ukrainisch Підгарєве).